# Schütt 5 (Braunfels)

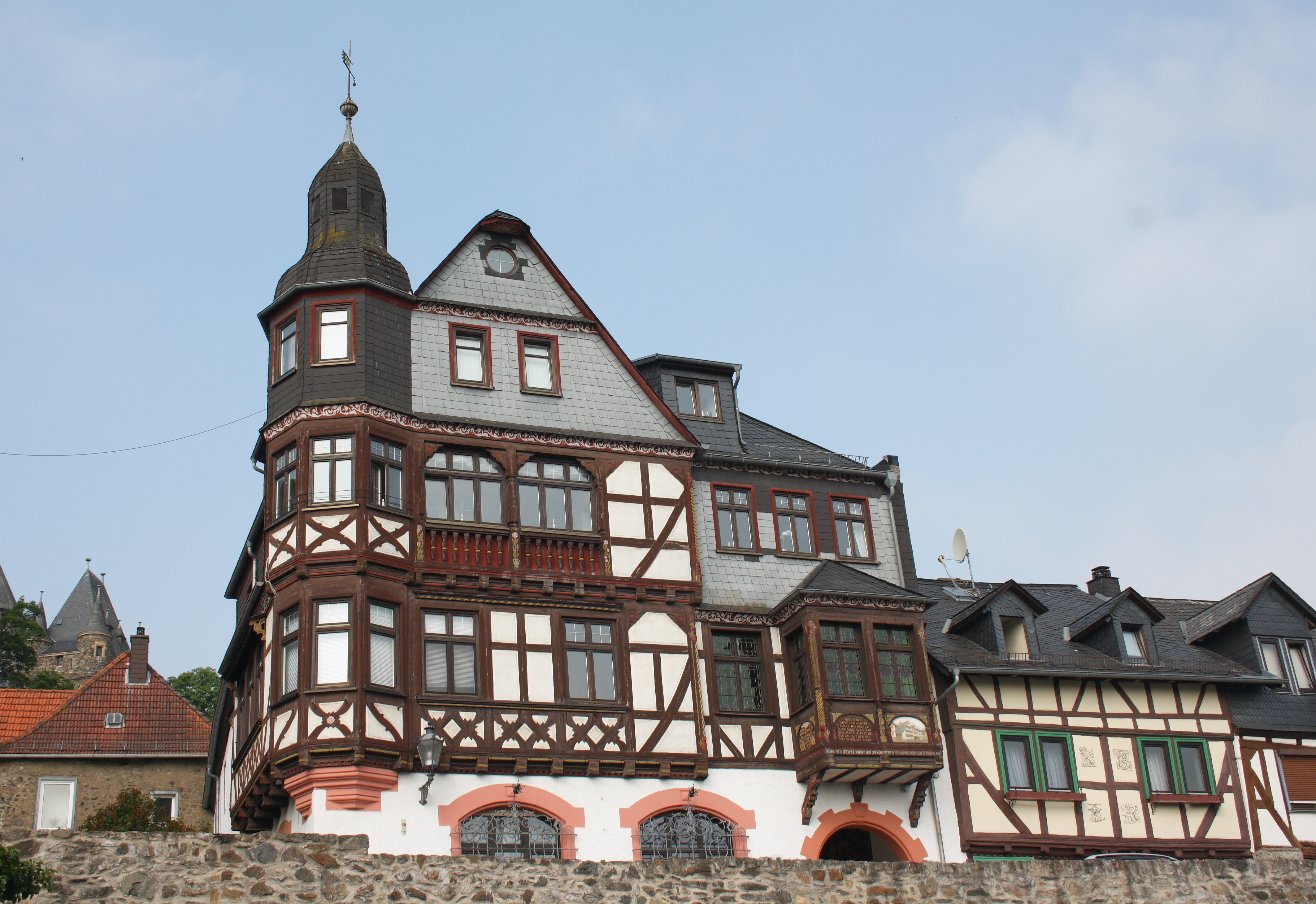
Schütt 5 in Braunfels

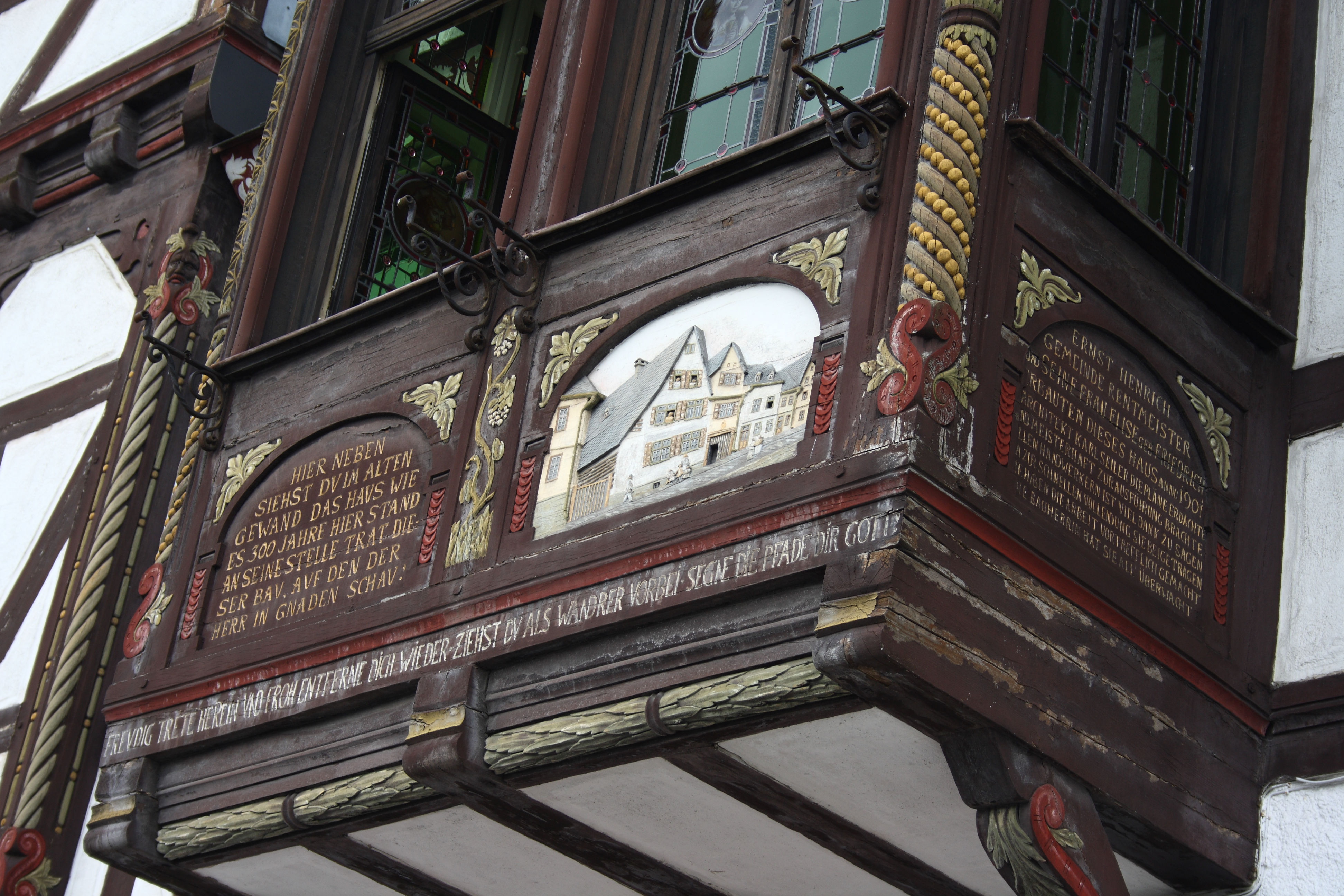
Detail des Erkers

Das Gebäude Schütt 5 in Braunfels, einer Stadt im Lahn-Dill-Kreis in Hessen, wurde im Jahr 1901 errichtet. Das Fachwerkhaus ist ein geschütztes Baudenkmal.

## Beschreibung
Das Gebäude wurde 1901 für Ernst Henrich und seine Frau Elise als Wohnhaus und Gemeindeamtskasse nach den Plänen des Architekten Carl Seiler errichtet. Über dem massiven Erdgeschoss in Neurenaissanceformen steht ein Fachwerkobergeschoss mit Eckturm und Erker. Dieser ist mit zahlreichen Inschriften und Schnitzereien versehen. Im Inneren sind noch Stuckdecken und Bleiglasfenster im Erker bemerkenswert.    